# Tepeica
Tepeica är en ort i Mexiko.   Den ligger i kommunen Tehuipango och delstaten Veracruz, i den sydöstra delen av landet, 240 km öster om huvudstaden Mexico City. Tepeica ligger 2 212 meter över havet och antalet invånare är 683.
Terrängen runt Tepeica är lite bergig. Runt Tepeica är det ganska tätbefolkat, med 134 invånare per kvadratkilometer. Närmaste större samhälle är Tecpantzacoalco, 7,9 km sydost om Tepeica. Omgivningarna runt Tepeica är en mosaik av jordbruksmark och naturlig växtlighet.